# Джонс, Тайлер Патрик
Тайлер Патрик Джонс — американский актёр, более всего известный своей ролью Неда Бэнкса в телесериале «Говорящая с призраками» телеканала CBS.
Также Джонс был продюсером и сценаристом короткометражной картины «Classroom 216» 2011 года.

## Фильмография
| Год       |    | Русское название                | Оригинальное название     | Роль                       |
| --------- | -- | ------------------------------- | ------------------------- | -------------------------- |
| 2000      | с  | Семейный закон                  | Family Law                | Томми Пирс                 |
| 2002      | с  | Слишком мало времени            | So Little Time            | Ларри в детстве            |
| 2002      | ф  | Особое мнение                   | Minority Report           | Шон                        |
| 2002      | ф  | Красный дракон                  | Red Dragon                | Джош Грэм                  |
| 2002      | с  | Справедливая Эми                | Judging Amy               | Кевин Уэстон               |
| 2004      | с  | Вечное лето                     | Summerland                | Крис                       |
| 2004      | тф | —                               | Silver Lake               | Деннис Паттерсон в детстве |
| 2005      | тф | Отцы и дети                     | Fathers and Sons          | Ник в возрасте 10-12 лет   |
| 2005      | ф  | Несносные медведи               | Bad News Bears            | Тимми Лупус                |
| 2005      | ф  | Пир                             | Feast                     | Коди                       |
| 2005      | с  | Расследование Джордан           | Crossing Jordan           | юный Брайан Хили           |
| 2005      | ф  | Твои, мои и наши                | Yours, Mine and Ours      | Майкл Бирдсли              |
| 2006—2007 | с  | Говорящая с призраками          | Ghost Whisperer           | Нэд Бэнкс                  |
| 2007      | ф  | Бен-10: Наперегонки со временем | Ben 10: Race Against Time | Кэш                        |
| 2008      | ф  | Хроники Спайдервика             | The Spiderwick Chronicles | эпизодическая роль         |
| 2008      | с  | Частная практика                | Private Practice          | Дин Миллер                 |
| 2009      | ф  | Миссия Дарвина                  | G-Force                   | Коннор                     |

## Награды и номинации
| Год  | Премия                 | Номинация                                                        | Название работы                   | Результат |
| ---- | ---------------------- | ---------------------------------------------------------------- | --------------------------------- | --------- |
| 2002 | Премия «Молодой актер» | Лучший молодой актёр в рекламе                                   | Hallmark Greeting Cards           | Победа    |
| 2003 | Премия «Молодой актер» | Лучший молодой актёр моложе 10 лет в телесериале                 | «Справедливая Эми»                | Номинация |
| 2003 | Премия «Молодой актер» | Лучший молодой актёр моложе 10 лет в фильме                      | «Красный дракон»                  | Победа    |
| 2006 | Премия «Молодой актер» | Лучший молодой актёрский ансамбль в фильме                       | «Твои, мои и наши»                | Номинация |
| 2006 | Премия «Молодой актер» | Лучший молодой актёрский ансамбль в фильме                       | «Несносные медведи»               | Победа    |
| 2008 | Премия «Молодой актер» | Лучший молодой актёр второго плана в телефильме или мини-сериале | «Бен-10: Наперегонки со временем» | Номинация |